# کودک حمل می‌شود (فیلم)
کودک حمل می‌شود یا کودک در ماشین است (به انگلیسی: Baby on Board) فیلمی محصول سال ۲۰۰۹ و به کارگردانی برایان هرزینگر است. در این فیلم بازیگرانی همچون هدر گراهام، جری اوکانل، جان کوربت و لارا فلین بویل ایفای نقش کرده‌اند.